# Copa del Rey de hockey patines 2019
La Copa del Rey de hockey patines 2019 fue la septuagésima sexta edición de la Copa del Rey de este deporte. La sede única fue la ciudad de Reus (Tarragona) y los encuentros se jugaron en el Pabellón Olímpico Municipal  entre el 21 y el 24 de febrero de 2019. Cabe destacar que, por primera vez en la historia, se disputó la Copa del Rey y de la Reina de forma conjunta.
La competición la jugaron los 8 mejores equipos de la OK Liga 2018-19 en la primera vuelta de la liga, según el sorteo efectuado el 7 de febrero de 2019.
El campeón de esta edición fue el FC Barcelona, que consiguió su vigésimo tercer título de copa.
De forma paralela se disputó la cuarta edición de la MiniCopa Masculina en categoría base. Se jugó en formato cuartos de final (viernes), semifinales (sábado) y final (domingo) entre ocho equipos de categoría MASC12. Los equipos participantes fueron Deportivo Liceo, Igualada HC, Reus Deportiu, CE Lleida Llista Blava, CP Voltregà, CH Caldes, CE Noia y FC Barcelona, que se proclamó campeón de esta edición por cuarta vez consecutiva.

## Equipos participantes
- Club Esportiu Noia
- FC Barcelona
- Reus Deportiu
- Deportivo Liceo
- Igualada Hoquei Club
- Club Esportiu Lleida Llista Blava
- Club Patí Voltregà
- Club Hoquei Caldes

## Resultados
|  | Cuartos de final | Cuartos de final |                  |                 | Semifinales   | Semifinales   |  |                 | Final         | Final         |  |
|  | 21-22 de febrero | 21-22 de febrero |                  |                 | 23 de febrero | 23 de febrero |  |                 | 24 de febrero | 24 de febrero |  |
|  |                  |                  |                  |                 |               |               |  |                 |               |               |  |
|  |                  |                  |                  |                 |               |               |  |                 |               |               |  |
|  | Deportivo Liceo  | 5                |                  |                 |               |               |  |                 |               |               |  |
|  | Deportivo Liceo  | 5                |                  |                 |               |               |  |                 |               |               |  |
|  | Igualada HC      | 1                |                  |                 |               |               |  |                 |               |               |  |
|  | Igualada HC      | 1                |                  | Deportivo Liceo | 3             |               |  |                 |               |               |  |
|  |                  |                  |                  | Deportivo Liceo | 3             |               |  |                 |               |               |  |
|  |                  |                  | CE Lleida Llista | 1               |               |               |  |                 |               |               |  |
|  | Reus Deportiu    | 1                | CE Lleida Llista | 1               |               |               |  |                 |               |               |  |
|  | Reus Deportiu    | 1                |                  |                 |               |               |  |                 |               |               |  |
|  | CE Lleida Llista | 2                |                  |                 |               |               |  |                 |               |               |  |
|  | CE Lleida Llista | 2                |                  |                 |               |               |  | Deportivo Liceo | 1             |               |  |
|  |                  |                  |                  |                 |               |               |  | Deportivo Liceo | 1             |               |  |
|  |                  |                  | FC Barcelona     | 4               |               |               |  |                 |               |               |  |
|  | CH Caldes        | 3                | FC Barcelona     | 4               |               |               |  |                 |               |               |  |
|  | CH Caldes        | 3                |                  |                 |               |               |  |                 |               |               |  |
|  | CP Voltregà      | 1                |                  |                 |               |               |  |                 |               |               |  |
|  | CP Voltregà      | 1                |                  | CH Caldes       | 1             |               |  |                 |               |               |  |
|  |                  |                  |                  | CH Caldes       | 1             |               |  |                 |               |               |  |
|  |                  |                  | FC Barcelona     | 2               |               |               |  |                 |               |               |  |
|  | FC Barcelona     | 4                | FC Barcelona     | 2               |               |               |  |                 |               |               |  |
|  | FC Barcelona     | 4                |                  |                 |               |               |  |                 |               |               |  |
|  | CE Noia          | 2                |                  |                 |               |               |  |                 |               |               |  |
|  | CE Noia          | 2                |                  |                 |               |               |  |                 |               |               |  |
|  |                  |                  |                  |                 |               |               |  |                 |               |               |  |

## Final
| Fecha                                               | Hora  | Partido  | Partido | Partido            |
| --------------------------------------------------- | ----- | -------- | ------- | ------------------ |
| 24 de febrero                                       | 17:00 | HC Liceo | 1-4     | FC Barcelona Lassa |
| Pabellón: Pavelló Olímpic Municipal de Reus, (Reus) |       |          |         |                    |